# Kryptofity
Kryptofity, rośliny skrytopączkowe – jedna z form życiowych roślin. Obejmuje byliny posiadające pączki odnawiające, które zimują na organach podziemnych lub w podwodnych.
Ze względu na środowisko kryptofity można podzielić na:
- geofity, rośliny ziemnopączkowe
- helofity, rośliny błotnopączkowe, geofity bagienne
- hydrofity, rośliny wodnopączkowe